# إعاقة النمو
إعاقة النمو هو مصطلح يستخدم في الولايات المتحدة وكندا لوصف الإعاقة مدى الحياة يعزى إلى التخلف العقلي أو الجسدي، والذي تجلى قبل سن 18. أنها ليست مرادفة لعبارة «تأخر في النمو» والتي غالبا ما يكون نتيجة لمرض مؤقت أو الصدمة[ ؟ ] خلال مرحلة الطفولة.
تصادف عملية[ ؟ ] النمو[ ؟ ] بعض الإعاقات نتيجة عوامل وراثية (خلقية أو بيئية مكتسبة ) من قصور جسم[ ؟ ]ى أو عقلى تترتب عليه آثار نفسية أو اجتماعية أو اقتصادية تحول بين الطفل وبين تعلم أداء بعض الأعمال والأنشطة الفكرية أو جسم[ ؟ ] التي يؤديها الطفل العادى بدرجة كافية من المهارة والنجاح.

## تعريف
الإعاقة  هو انحراف أو اضطراب أو إصابة، يؤدي إلى نوع من أنواع القصور والقصور يؤدي إلى عجز هذا العجز يجعل الفرد غير قادر على القيام بآداب وظائف التي يؤديها نفس الشخص العادي بنفس المرحلة العمر[ ؟ ]ية ونفس المجتمع الذي ينتمي إليه.
والنمو هو التطور من الميلاد حتى مرحلة الشيخوخة، النمو[ ؟ ] في جميع الجوانب النمائية (( الجسم[ ؟ ]ية – الفكرية – الإنفعالية – الاجتماعية – الحركية ))

## العوامل المسببة للإعاقة
مسببات الإعاقة عديدة والتي تختلف باختلاف نوع الإعاقة وسن الطفل أو الفرد المصاب والجنس[ ؟ ] والعادات والتقاليد هناك العديد من الأسباب الاجتماعية والبيئية والمادية تتسبب في الإعاقات التنموية:
- صدمة إصابات الدماغ الناتجة عن أسباب عارضة أو الإساءة البدنية باستعمال (ألة حادة، متلازمة الطفل الاهتزازية).
- العدوى قبل أو أثناء أو بعد الولادة.
- مشاكل النمو[ ؟ ] أو التغذية (قبل الولادة، فترة ما حول الولادة، أو بعد الولادة).
- الاعتلالات الوراثية الناتجة عن تغيرات في المادة الوراثية تشوه وشذوذ الصبغيات (الكروموسومات) والاجينة.
- الميلاد قبل فترة طويلة من تاريخ الولادة المتوقع وتسمى أيضا الخداج.
- ضعف النظام[ ؟ ] الغذائي (سوء التغذية) للأمهات[ ؟ ] وغياب أو تدنى الرعاية الصحية.
- تعاطي المخدرات خلال الحمل، بما في ذلك الكحول والتدخين.
- استعمال الأم للأدوية الغير رشيد قبل الولادة بوصفة طبية أو دون وصفة طبية.
- السموم البيئية.
- سوء المعاملة الجسدية الشديدة (إساءة معاملة الأطفال)، والتي قد تتسبب في إصابات الدماغ والتي يمكن أن تؤثر سلبا على قدرات تعلم الطفل والتنمية الاجتماعية والعاطفية.[5]

## المسائل ذات الصلة

### مسائل الصحة البدنية
- هنالك العديد من العوامل الصحية والبدنية لا بد من التشخيص[ ؟ ] المبكر للإعاقات الوراثية على ضوء التقدم العلمي في مجال الثقافة الوراثية واستخداماتها في مجال التشخيص[ ؟ ] المبكر للحد من الإعاقة الوراثية.
- التشخيص[ ؟ ] المبكر يحتاج إلى دراية بالأسباب البيولوجية والبيئية والاجتماعية والنفسية التي يمكن أن تؤدي إلى الإعاقة. بالنسبة لبعض المتلازمات (كضعف وظيفة القلب في الأشخاص الذين يعانون من متلازمة داون ).
- وكذلك ضعف الخدمات الصحية من العوامل المؤثرة، وعدم إدراك الكوادر الطبية للتعامل مع هذه الحالات.
- الأشخاص الذين يعانون من مشاكل التواصل مع الأخرين وبدون الدعم الكافي والتعليم لا يستطيعون معرفة احتياجاتهم الشخصية وربما لا يدركون المرض لصعوبة التعبير عن الأمراض

مثل:
- الصرع، والمشاكل الحسية (مثل ضعف الإدراك البصري[ ؟ ] والسمع)، السمنة وضعف النظافة الصحية الفموية

.
متوسط العمر المتوقع للأشخاص ذوي العاهات الخلقية يقدر بحوالي 20 تحت المتوسط ونجد أن هذا آخذ في التحسن مع التقدم في التوكنلوجيا الطبية فالحياة أصبحت أكثر صحية،

### مسائل الصحة العقلية (التشخيص المزدوج)
مسائل الصحة النفسية، والأمراض النفسية، هي أكثر حدوثا في الأشخاص ذوي العاهات الخلقية أكثر من عامة الناس. التشخيص[ ؟ ] المزدوج يعزي هذه الأشياء لعوامل كثيرة، منها:
- احتمال كبير لمواجهة الصدمة النفسية فهنالك أحداث تبقى معهم طوال حياتهم (مثل التخلي من قبل ذويهم، الاعتداء، التسلط والتحرش)[8]

### المعاملة السئية والانتهاكات
الإساءة هي قضية هامة بالنسبة للأشخاص ذوي العاهات الخلقية، وكجماعة[ ؟ ] يعتبرها الناس أنها الضعيفة نجد في معظم الاختصاصات القضائية. الأنواع الشائعة من سوء المعاملة ما يلي:
- العنف البدني (حجب الغذاء والضرب واللكم، ودفع، الخ.)
- الإهمال (الامتناع عن المساعدة[ ؟ ] عند الحاجة، على سبيل المثال، المساعدة في النظافة الشخصية)
- الاعتداء الجنسي
- نفسية أو سوء المعاملة العاطفية (الإساءة اللفظية، التشهير والتحقير)
- القيود الشرعية والتقييدية للممارسات (إيقاف تشغيل كرسي متحرك كهربائي لشخص ذي احتياج خاص يتسبب في أنه لا يمكن أن يتحرك)
- المفاسد المالية (فرض رسوم لا لزوم لها، وتعقيد على معاشات التقاعد والأجور، الخ.)
- القانوني أو الإساءة المدنية (محدودية الحصول على الخدمات)
- انتهاكات منهجية (رفض الوصول إلى الخدمة المناسبة نظرا لاحتياجات الدعم المتصورة)
- الإهمال السلبي (فشل مقدم الرعاية على توفير الغذاء الكافي والمأوى)

نقص التعليم، وعدم وجود تقدير الذات ومهارات المناصرة الذاتية، وعدم فهم الأعراف الاجتماعية والسلوك المناسب وصعوبات التواصال، وهي عوامل قوية تسهم في ارتفاع معدلات الاعتداء بين هذه الفئة من السكان.
بالإضافة إلى سوء المعاملة من الناس في مواقع السلطة، إساءة معاملة الأقران يتم التعرف على ذلك، إذا أسيء فهمه، مشكلة كبيرة. معدلات المخالفة الجنائية بين الأشخاص ذوي العاهات الخلقية هي أيضا عالية بشكل غير متناسب، ومن المسلم به على نطاق واسع أن نظم العدالة الجنائية في جميع أنحاء العالم غير مجهزة لتلبية احتياجات الأشخاص الذين يعانون من الإعاقات التنموية على حد سواء مرتكبي وضحايا الجريمة.

## قراءات اضافية
- Developmental-Behavioral Pediatrics, 4th Edition - Expert Consult - Online and Print By William B. Carey, MD, Allen C. Crocker, MD, Ellen Roy Elias, MD, Heidi M. Feldman, MD, PhD and William L. Coleman, MD
- Advocacy and Learning Disability[وصلة مكسورة]. Barry Gray and Robin Jackson (Eds) London: Jessica Kingsley Publishers, 2002
- US Administration on Developmental Disabilities fact sheet
- A Short History of the Treatment of Persons with Mental Retardation
- Real Lives: Contemporary supports to people with mental retardation  (1998)
- Rights of People with Intellectual Disabilities: Access to Education and Employment, bilingual reports on 14 European countries
- Australian Institute of Health and Welfare paper The Definition and Prevalence of Intellectual Disability in Australia
- 2001 New Zealand Snapshot of Intellectual Disability
- People with Intellectual Disabilities: from Invisible to Visible Citizens of the EU Accession Countries
- Policy brief: Education and Employment in the UK
- The American Bar Association's paper Invisible Victims: Violence against persons with developmental disabilities
- Persons With Intellectual Disability Who Are Incarcerated For Criminal Offences (Canadian paper)
- 'Fighting to keep 'em in', Ragged Edge magazine January 1998
- Wishart, G.D. (2003) The Sexual Abuse of People with Learning Difficulties: Do We Need A Social Model Approach To Vulnerability? Journal of Adult Protection, Volume 5 (Issue 3)
- Piper, Julia (2007). "The Case of the Pillow Angel". The Triple Helix Cambridge Michaelmas